# ژانا کولودوب
ژانا کولودوب (انگلیسی: Zhanna Kolodub; ۱ ژانویهٔ ۱۹۳۰ – ) آهنگساز اهل اتحاد جماهیر شوروی سوسیالیستی بود.